# Michele Bonaglia
Michele Bonaglia (Druento, 5 luglio 1905 – Venaria Reale, 3 marzo 1944) è stato un pugile italiano.

## Carriera

### Carriera amatoriale
Michele Bonaglia come pugile dilettante raggiunse il suo apice nell'aprile del 1925 quando a soli 20 anni divenne prima a Milano campione del Nord Italia dei pesi massimi leggeri dilettanti (sconfiggendo Amedeo Grillo, Capocchi e Nando Tassie) e poi campione italiano a Firenze con una vittoria ai punti in finale su Primo Ubaldi. Entrò quindi nella nazionale italiana di pugilato con la quale sconfisse in incontri internazionali l'austriaco Vybiral ai punti e, sempre per punti, il francese Leon Sebilo.

### Carriera professionale
Bonaglia, soprannominato "lo Spaccapietre di Druento, passò al professionismo nell'autunno del 1925 combattendo il suo primo incontro il 27 settembre 1925 a Milano sconfiggendo ai punti il belga Jean Leroy. Rimase poi imbattuto in 23 combattimenti di fila, segnando 22 vittorie e un pareggio.
Il 29 giugno 1926 a Roma con una vittoria ai punti dopo 11 round con Rinaldo Palmucci divenne campione italiano dei pesi massimi leggeri professionisti. Difese poi il titolo il 3 ottobre 1926 a Milano vincendo per KO tecnico al 12º round Armando de Carolis. Iniziò poi una serie di combattimenti internazionali in Argentina:il 19 marzo 1927 a Buenos Aires contro il cubano Kid Charol. Il 22 maggio 1927, a Milano, vinse ai punti con il britannico Frank Moody, che fu più volte campione britannico e campione dell'Impero britannico e del Commonwealth. Il 2 luglio 1927 a Torino difese il titolo di campione d'Italia conservandolo dopo 15 round sempre con Rinaldo Palmucci.
Il 6 gennaio 1928 Michele Bonaglia nel Palazzetto dello Sport di Schöneberg a Berlino contro il tedesco Max Schmeling tenne un incontro per il titolo europeo che perse al 1º turno per K.O. Quella fu la sua prima sconfitta da pugile professionista. Tornò quindi in Argentina per alcuni incontri dove riuscì a vincere contro Kid Charol, contro il quale aveva pareggiato l'anno precedente sempre a Buenos Aires. Il 4 novembre 1928 tornò a Milano dove in un strabiliante incontro vinse ai punti sull'ex campione italiano dei pesi massimi Giuseppe Spalla che sconfisse altre due volte in incontri successivi.
Il 10 febbraio 1929 Bonaglia dopo 15 round batteva il belga Jack Etienne, a Milano diventando campione europeo. Il 27 giugno 1929, in Germania, difese il titolo vincendo per KO tecnico al 4º round contro Hein Müller. Il 12 ottobre 1929 sconfisse anche l'inglese Gipsy Daniels, che il 25 febbraio 1928 aveva messo KO l'ex campione Max Schmeling.
Il 26 febbraio 1930, Michele Bonaglia difese con successo il suo titolo europeo per l'ultima volta a Torino con una vittoria ai punti su Jack Etienne. Rinunciò al titolo senza combattere ed ebbe gli ultimi incontri in questa categoria l'11 aprile 1930 contro dei pugili tedeschi: a Colonia contro Hein Müller, il 5 luglio 1930 sempre a Colonia contro Hein Domgörgen  e il 5 luglio 1931 dove fu sconfitto a Amburgo contro il nuovo campione europeo dei pesi massimi leggeri Ernst Pistulla.
Passato alla categoria dei pesi massimi il 24 aprile 1932 a Genova combatteva contro Innocente Baiguera per il titolo di campione italiano, ma al 6º round perdeva l'incontro per squalifica. Contro lo stesso avversario riprovò a conquistare il titolo il 25 giugno 1932 sempre a Genova, ma questa volta finì a K.O. al 1º round. Un mese dopo, il 21 luglio 1932,a Torino rientrato nella categoria dei mediomassimi riconquista il titolo di campione d'Italia sconfiggendo Primo Ubaldo. Il 15 ottobre 1932 perse però questo titolo a Varese per KO al 3º turno contro Emilio Bernasconi. Combatté il suo ultimo incontro il 26 settembre 1934 a Barcellona  contro Isidoro Gastanaga finendo al tappeto perdendo per K.O. al 1º turno.

## La morte
Nel marzo del 1944 il pugile viene avvicinato da due individui appartenenti alle formazione partigiane locali mentre si trova nei pressi di Venaria Reale; i due, riconosciutolo come l'ex campione, lo freddano con l'accusa di essere un sostenitore e collaboratore del regime fascista. Il filosofo e scrittore Guido Ceronetti dedicò al pugile ed alla sua morte tragica nel suo testo “Le ballate dell’angelo ferito” alcuni versi.